# Євген Степаненко
Євген Степаненко (нар. 5 серпня 1974, Корсунь-Шевченківський, Україна) — режисер-постановник, документаліст, ведучий, сценарист, продюсер.

## Біографія
Народився у місті Корсунь-Шевченківський (Черкаська область). Навчався у школі La Femis на курсі документального кіно у Парижі (Франція). Після цього переїхав до Санкт-Петербургу (Росія), де закінчив курс сценарного мистецтва та режисури Олексія Германа та Світлани Кармаліти.
Більше 15-ти років прожив у Санкт-Петербурзі. За цей час встиг попрацювати на телевізійних каналах Росії, Грузії та України. Робив проєкти для російських телеканалів Discovery, РТР Планета, П'ятий канал, TV 100, грузинського телеканалу «Перший інформаційний кавказький» та українських каналів Інтер, НТН, 5 канал, Перший Національний, ICTV та інших. Паралельно працював у Санкт-Петербурзькій студії документальних фільмів.
У 2014 році після початку бойових дій на сході України пішов служити добровольцем у підрозділ спецпризначення. Брав участь у боях біля Донецького аеропорту, в Маріуполі та Дебальцевому. Був речником Штабу оборони Маріуполя й одним із організаторів оборони міста в 2014 році. Після контузії став одним із засновників Перший добровольчий мобільний шпиталь імені М. Пирогова, де обіймав посаду заступника начальника штабу. За 1,5 роки роботи госпіталю медичну допомогу отримали близько 4500 пацієнтів, серед яких були як військові, так і цивільне населення.
Після закінчення військової служби створив компанію Production Center ltd, що займається кіновиробництвом, створенням циклових проектів для українських та російських телеканалів. Зробив декілька резонансних документальних фільмів та театральних поставок, які мали значний вплив на українське суспільство, оскільки мали на меті розібратися не стільки у причинах війни, скільки у змінах в свідомості людей. Найбільш відомі роботи: документальні стрічки «Дебальцеве» і «Резервісти», а також театральні постановки «Аеропорт» (на основі однойменної книги Сергія Лойка) та «Котел».
З 2015 року співведучий ток-шоу "Війна і мир" (разом із Юрієм Макаровим) на каналі UA: Перший, НСТУ.
Одружений. Має сина та доньку.

## Фільмографія та театральні постановки
- 2000 — зйомки рекламних роликів для всесвітньо відомих брендів «Chevrolet», «Honda», «Nivea» та локальних компаній

- 2003 — п'єса «Любовне мереживо» Олександра Островського, Молодіжний театр на Фонтанці у Санкт-Петербурзі (режисер-постановник)

- 2003 — фільм «Іноземний Петербург», студія «Лендокфільм» (режисер)

- 2004—2006 — цикл документальних фільмів «Листи з провінції» для телеканалу РТР Культура (режисер)

- 2005 — документальний фільм «Пік Комі» для Російського етнографічного музею (режисер)

- 2005 — документальний фільм «Іджма» для телеканалу TV 5 France (режисер)

- 2006 — цикл документальних фільмів «Наша мова» (режисер).

- 2008 — театральна постановка «Дитячий садочок» за п'єсою Андрія Курейчик в Українському малому драматичному театрі (режисер-постановник)

- 2011 — документальний фільм «9/11 — 10 років» для телеканалу Інтер (режисер)

- 2013 — реаліті-шоу «Резервісти» (автор оригінальної ідеї і режисер)

- 2015 — вистава «Котел», заснована на подіях в Ілловайську

- 2015 — презентація аудіокниги Сергій Лойко «Аеропорт» (режисер-постановник)[4]

- 2016 — документальний фільм «Дебальцеве» (автор та режисер)

- 2016 — документальний фільм з циклу до День незалежності України про українського кіборга Ігоря Брановицького для телеканалу СТБ (режисер)

- 2017 — працює над міжнародним театральним проектом «Розпад» (Decomposition), виставою «Тарас Шевченко» та документальним фільмом «Крила».

## Джерело
- Євген Степаненко на сайті UΛ:Перший [Архівовано 24 лютого 2017 у Wayback Machine.]
- Сторінка Євгена Степаненка у Facebook